# 에이스 (과자)
에이스는 해태제과에서 1974년에 개발되어 출시된 크래커이다.

## 개요
에이스는 수입 과자가 주류를 이루던 1974년, 해태제과에서 순수 우리의 기술로 개발하여 만들어진 크래커로, 그 당시에는 미국산 과자가 시장을 주도하고 있어서 국산 과자라고 내세울 수 있던 것이라야 영세업체나 개인이 만든 전통 과자가 전부였다. 이에 소비자들은 우리의 입맛에 맞는 제품을 원하였고 자연적으로 시장이 형성되었으며, 이에 해태제과에서는 이러한 시장의 흐름과 소비자의 요구를 분석하여 우리의 입맛에 맞는 고급 과자를 만들 계획을 세웠고, 우리 땅의 식품 문화 수준을 한 단계 발전시키겠다는 굳은 의지로 수차례의 시행 착오를 거친 끝에 현재의 에이스라는 유명한 브랜드를 탄생시키게 되었다.
개발 당시 에이스의 가격은 100원으로 그 시절에 라면값이 35~40원이던 것을 감안할 때, 에이스가 그 당시 얼마나 고급 크래커였는지를 알 수 있다. 현재는 보편화가 되어 누구나 즐길 수 있는 국민 크래커로 자리잡았다.

## 종류
- 에이스 오리지널
- 에이스 샌드
- 에이스 초콜라또
- 에이스 치즈
- 에이스 그린
- 에이스 매콤
- 에이스 바삭바삭한 파프리카
- 에이스 그린올리브
- 에이스 뉴욕치즈케이크
- ㄱㄴㄹ 에이스

## 에이스 데이
강원도 소재의 한 학교에서 학생들로부터 매월 말일과 토요일이 겹치는 날을 에이스데이로 정하여 친구에게는 에이스 한 개, 선생님에게는 에이스 두 개, 사랑하는 사람에게는 에이스 세 개를 전해주면서 서로의 사랑을 확인하고 더욱 더 깊게 하였다. 이것이 점점 확산되면서 현재는 10월 31일이 에이스데이가 되었고, 이렇게 이 날은 에이스와 함께 서로의 사랑을 표현하는 날로 정착되었다.